# Nino Manfredi
Nino Manfredi (Saturnino Manfredi, Castro dei Volsci, Frosinone megye, Lazio, 1921. március 22. – Róma, 2004. június 4.) olasz színész, filmrendező.

## Élete

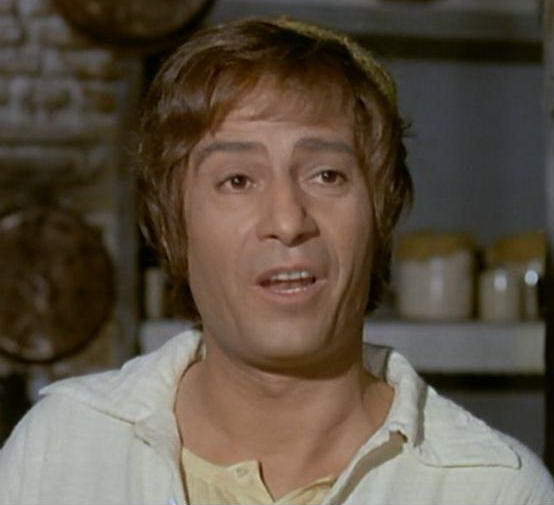
Az Úr esztendejében című filmben (1969)

A római La Sapienza Egyetem Jogtudományi karán végzett, 1944-ben, majd 1947-ig a Római Színművészeti Főiskola hallgatója volt.
Már húszévesen Rómában amatőr színész, 1948-tól a milánói Piccolo Teatro tagja, 1949-től filmezett. 1952-től szinkronszínészként is dolgozott, tévéshow-kban szerepelt. Énekesként 1963 és 1991 között szerepelt. 1982-ben és '83-ban, vendégként nagy sikerrel fellépett a Sanremói Dalfesztiválon, majd később a Broadway-n is. 1960-ban Dino De Laurentiis cége szerződtette. 1961-től rendezett is.
Az 1970-es években olyan rendezőkkel dolgozott együtt, mint Dino Risi és Ettore Scola. Szerepelt az Ölj meg, csak csókolj! (1968) és Az Úr esztendejében (1969) című filmekben. 1991-ben Magyarországon II. Endrét alakította a Julianus barát című Koltay Gábor rendezte tévéfilmben. 2003-ban szívinfarktuson esett át, amely után hol jobban, hol rosszabbul volt. Emiatt a Velencei Nemzetközi Filmfesztiválon életműdíját a felesége vette át helyette.
2004. június 4-én agyvérzésben hunyt el, Rómában.

### Magánélete
1955-ben feleségül vette Erminia Ferrarát, akinek tőle három gyermeke született: Roberta, Luca (akik szintén a filmszakmában dolgoznak) és Giovanna. A negyedik, ismét leány, Tonina édesanyja a fiatal bolgár Szvetlana Bogdanova, akit szófiai forgatásán ismert meg.

## Ismertebb filmjei
- Térj vissza Nápolyba! (1949)
- Éljen a mozi (1952)
- A rossz foglyai (1955)
- Szerelmesek (1956)
- Kemping (1957)
- Ágyúszerenád (1958)
- Velence, a hold és te (1958)
- A nagy akció (1959)
- A hivatalnok (1959)
- Az utolsó ítélet (1961)
- A csendőr lovon (1961)
- A hazugság városa (1961)
- A hóhér (1963)
- A gaucho (1964)
- Cicababák (1965)
- Én, én, én… és a többiek (1965)
- Komplexusok (1965)
- Hűtlenség olasz módra (1966)
- San Gennaro kincse (1966)
- Olasz furcsaságok (1967)
- Sikerül-e hőseinknek megtalálniuk Afrikában titokzatosan eltűnt barátjukat? (1968)
- Ölj meg, csak csókolj! (1968)
- Italian Secret Service (1968)
- A csodatevő (1968) (rendező is)
- Rosolino Paterno közlegény (1969)
- Meztelennek látom (1969)
- Az Úr esztendejében (1969)
- A karbonárik (1969)
- A családapa (1969)
- Csoda olasz módra (1971) (színész, rendező, társíró is)
- Pinokkió tévéfilmsorozat (1972)
- Keserű csokoládé (1974)
- Mennyire szerettük egymást! (1974)
- Nézd a bohócot! (1975)
- Csúfak és gonoszak (1976)
- Zugügyvéd zavarban (1977)
- A királypápa nevében (1977)
- A játékszer (1979)
- Café Express (1980)
- Női akt (1981) (színész, rendező is)
- Spagetti-ház (1982) (társíró, színész is)
- Fej vagy kereszt (1982)
- Csendőrhadnagy (1986)
- Nagy áruházak (1986)
- Poncius Pilátus szerint (1986)
- Furfangos gályarabok (1987)
- Helsinki–Nápoly (1987)
- Alberto expressz (1990)
- Mima (1990)
- A független nép nevében (1990)
- Julianus barát (1991)
- Amidei felügyelő (1993)
- A bolygó hollandi (1994)
- Holdárnyékban (1995)
- Linda és a főtörzs (1997-2000)
- Köszönök mindent (1998)
- Dio ci ha creato gratis (1998)
- La carbonara (2000)
- Visszatérés a múltból (2000)
- Mieux vaut tard que jamais (2001)
- Egy milánói nő Rómában (2001)
- Csodálatos fény (2002)

## Énekesi karrierje
Nagyon aktív volt a rádiózás minden ágában is. Díszvendégként sikerrel mutatkozott be énekesként is: 1970-ben a Tanto pe' cantà című (1932-es), klasszikus Ettore Petrolini-dallal a slágerlisták élére került. Később sikereket ért el a Me pizzica... me mozzica (a Per grazia ricevuta c. filmje betétdala), a Tarzan lo fa (1978), a La pennichella (1980), a La frittata (a Sanremói Dalfesztiválon, 1982-ben énekelte), a Canzone pulita, amit már a Festival díszvendégeként, 1983-ban adott elő, 50 fős gyermekkórus kíséretében. Abban az évben a Che bello sta' con te, pedig a Questo e quello című Sergio Corbucci-film végstáblistája alatt hallatszott.